# Haloscatella
Haloscatella Mathis, 1979 è un genere di insetti della famiglia degli Ephydridae (Diptera: Schizophora), riportato in letteratura anche come sottogenere di Lamproscatella. Di ampia distribuzione, oloartica, neotropicale, afrotropicale e australasiana, comprende meno di una decina di specie. Come molte altre Ephydrinae, le larve di questo genere sono organismi acquatici osmofili e alcalofili, adattati alla vita in condizioni estreme rappresentate da fluttuanti e cospicue concentrazioni saline.

## Descrizione
Gli adulti hanno corpo lungo 1–3 mm, livrea grigiastra, opaca. Morfologicamente sono affini alla generalità degli Scatellini e, in particolare, a quelli dei generi Lamproscatella e Thinoscatella, strettamente correlati sotto l'aspetto filogenetico. Nelle chiavi di determinazione sviluppata da Mathis (1979) gli adulti di Haloscatella si differenziano per i seguenti due caratteri:
- conformazione degli occhi alla vista laterale: in Haloscatella hanno contorno ellittico con asse maggiore orizzontale, leggermente obliquo rispetto al piano del margine peristomale. In Thinoscatella e Lamproscatella, le orbite oculari hanno un profilo subrotondo, con asse maggiore orientato in senso verticale;
- posizione relativa della setola notopleurale posteriore: in Haloscatella, questa setola è equidistante rispetto all'angolo dorsale e a quello posteriore del notopleuron ed è inserita ad un'altezza maggiore rispetto all'anteriore; negli altri due generi, la setola è più vicina all'angolo posteriore e si inserisce alla stessa altezza dell'anteriore.

Il capo ha fronte larga, occhi ovali, con asse orizzontale leggermente obliquo rispetto al piano peristomale, faccia ampiamente prominente e clipeo nascosto. Le antenne sono brevi e scure, hanno il pedicello pubescente e l'arista anch'essa pubescente, breve, non pettinata. La chetotassi è così composta:
- setole fronto-orbitali: due lunghe lateroclinate e altre due più piccole, anch'esse lateroclinate; la prima è inserita anteriormente rispetto alle altre, la seconda è inserita fra le due più grandi e leggermente più all'interno;
- verticali: presenti e ben sviluppate, in particolare le interne;
- ocellari: lunghe, robuste e proclinate;
- pseudopostocellari, deboli e poco distinte;
- facciali: costituite da numerose brevi setoline disseminate su tutta la regione; leggermente più lunghe quelle allineate presso il margine inferiore e quelle laterali. Fra queste ultime si differenziano due robuste setole, ricurve verso l'alto;
- genuali: non distinte dagli altri annessi tricoidei perché assenti o poco sviluppate;
- postoculari: variamente disposte, più o meno dello stesso sviluppo delle pseudopostocellari.

Il torace è opaco e di colorazione più o meno uniforme, di aspetto pruinoso sul mesonoto. La chetotassi dorsale è così composta: 
- setoline acrosticali allineate in due serie, deboli, ad eccezione di un paio di prescutellari più sviluppate delle altre
- tre dorsocentrali, di cui una presuturale; la posteriore è posizionata più lateralmente rispetto all'allineamento delle altre;
- due notopleurali, di cui la posteriore posizionata più in alto rispetto all'anteriore;
- una postalare;
- più setoline intralari, allineate in modo irregolare;
- due paia di setole scutellari.

Altre setole si evidenziano nella regione pleurale e sternale.
Le ali sono di colorazione uniforme, ialine o leggermente offuscate ed hanno la costa estesa fino alla terminazione della media.
L'addome è di colore uniforme, grigiastro, composto da 5 uriti apparenti nel maschio e 6-7 nella femmina.

## Biologia e habitat
Le specie di Haloscatella sono adatte ad ambienti acquatici salini e alcalini, in condizioni prossime alla saturazione. In tarda estate, nei laghi salati o alcalini delle aree desertiche del Nordamerica, si riscontrano elevate concentrazioni di questi insetti nelle zone d'interfaccia emerse a seguito dell'evaporazione e del conseguente abbassamento del livello. L'essiccazione e la cristallizzazione del sale causano la formazione di una rete di crepe sul fondo delle quali si instaurano condizioni di temperatura e umidità probabilmente favorevoli all'insediamento da parte delle Haloscatella.

## Sistematica e filogenesi
La storia tassonomica di Haloscatella è relativamente recente ed è strettamente associata all'evoluzione della sistematica di Lamproscatella, gruppo che in passato ha assunto differenti posizioni, come genere distinto fino agli anni quaranta o come sottogenere di Scatella dagli anni cinquanta.
Nell'ambito di uno studio sulla filogenesi di questo genere, Mathis (1979) individuò tre cladi, che identificò, sotto l'aspetto tassonomico, con tre sottogeneri di Lamproscatella sensu lato: Lamproscatella sensu stricto Haloscatella e Thinoscatella. In Haloscatella vi incluse cinque specie neartiche e una paleartica: 
- Lamproscatella (Haloscatella) arichaeta e Lamproscatella (Haloscatella) muria, specie neartiche di nuova descrizione. La prima fu designata come serie tipo del sottogenere;
- Lamproscatella (Haloscatella) cephalotes e Lamproscatella (Haloscatella) nivalis, specie neartiche in precedenza descritte e classificate da Cresson (1935) in Lamproscatella;
- Lamproscatella (Haloscatella) salinaria, specie neartica descritta da Sturtevant & Wheeler (1954) in Scatella (Lamproscatella);
- Lamproscatella (Haloscatella) dichaeta, specie paleartica classificata da Loew (1860) nel genere Scatella.

Lo status di Haloscatella, come sottogenere di Lamproscatella, rimase invariato per tutti gli anni ottanta e fu confermato da Wirth et al. (1987) nel Manual of Nearctic Diptera e da Mathis & Zuyin (1988) in un aggiornamento del catalogo asiatico del genere Lamproscatella.
Negli anni novanta, pur senza una formale revisione tassonomica, Haloscatella acquisisce di fatto lo status di genere distinto in alcuni cataloghi che vedono lo stesso Mathis come autore o coautore: nel 1995, nel catalogo mondiale degli Efidridi, nel 1997, nel catalogo degli Efidridi della Barriera corallina del Belize, nel 1998, nel Manual of Palaearctic Diptera. La pubblicazione di Mathis (1997) attesta inoltre l'estensione della presenza del genere all'ecozona neotropicale.
Un ulteriore contributo alla sistematica di Haloscatella si deve a Mathis et al. (2004), con la descrizione di tre nuove specie (H. balioptera, H. karekare, H. harrisoni) neozelandesi. Questa segnalazione, oltre a confermare lo status di genere di Haloscatella, assume un significato di particolare importanza in quanto amplia l'areale del gruppo, fino ad allora limitato all'emisfero boreale, estendendolo alla regione australasiana. Va tuttavia precisato che Zatwarnicki, uno degli autori della citata segnalazione, evidenzia l'incertezza relativa alla posizione sistematica di queste tre specie, indicando la presenza del genere Haloscatella in Nuova Zelanda un probabile artefatto tassonomico. Non è la prima volta, infatti, che nuove specie ritrovate in una determinata regione siano provvisoriamente classificate in un taxon sulla base delle chiavi di determinazione analitica elaborate fino a quel momento attestando disgiunzioni geografiche apparentemente anomale. Questi "artefatti" richiedono ulteriori indagini in ambito zoogeografico, anatomo-morfologico, cladistico, ecc., i cui risultati, in genere, richiedono la revisione delle chiavi di determinazione tassonomica a livello di genere o, addirittura, l'istituzione di nuovi generi.
In subordine ad ulteriori aggiornamenti, Haloscatella è dunque proposto come genere distinto comprendente le seguenti nove specie
- Haloscatella arichaeta Mathis, 1979. In origine Lamproscatella (Haloscatella) arichaeta
- Haloscatella balioptera Mathis, Zatwarnicki & Marris, 2004
- Haloscatella cephalotes Cresson, 1935. In origine Lamproscatella cephalotes
- Haloscatella dichaeta (Loew, 1860). In origine Scatella dichaeta
- Haloscatella harrisoni Mathis, Zatwarnicki & Marris, 2004
- Haloscatella karekare Mathis, Zatwarnicki & Marris, 2004
- Haloscatella muria Mathis, 1979. In origine Lamproscatella (Haloscatella) muria
- Haloscatella nivosa Cresson, 1935. In origine Lamproscatella nivosa
- Haloscatella salinaria (Sturtevant & Wheeler, 1954). In origine Scatella (Lamproscatella) nivosa

Il BioSystematic Database of World Diptera e l'Integrated Taxonomic Information System mantengono la vecchia nomenclatura, trattando più o meno esplicitamente Haloscatella come sottogenere di Lamproscatella. Il catalogo Fauna Europaea adotta invece lo status di genere distinto.

## Distribuzione
In considerazione dei dubbi prima citati, in merito all'identità tassonomica delle specie neozelandesi, Haloscatella è un genere prettamente oloartico con maggiore concentrazione nel Nordamerica ed estensione marginale nel Neotropico e nella regione afrotropicale. H. arichaeta, H. nivosa, H. cephalotes, H. salinaria e H. muria hanno diffusione più o meno ampia negli Stati Uniti d'America e, secondariamente, in Canada, con un maggior grado di rappresentazione nelle Montagne Rocciose e, in particolare, nel Gran Bacino. H. muria è segnalata anche nel Centroamerica, nei cay della barriera corallina del Belize, e, quindi, ha distribuzione neartica-neotropicale.
H. dichaeta è l'unica specie presente nel Vecchio Mondo. Oltre all'Europa, Fauna Europaea ne cita la presenza in Nordafrica, in Medio Oriente, in Asia e in Africa a sud del Sahara, senza tuttavia approfondire in merito ai limiti effettivi dell'areale. In Europa, la specie ha un'ampia distribuzione, dal Mediterraneo alla Scandinavia, ma non vi è sufficiente documentazione in merito alla presenza nell'est europeo e nella penisola balcanica. Il catalogo Fauna Italia riporta la presenza di H. dichaeta, segnalata con il vecchio nome Lamproscatella dichaeta, in tutto il territorio nazionale, comprese la Sicilia e la Sardegna.